# コルド・フェルナンデス
コルド・フェルナンデス（Koldo Fernández、1981年9月13日 - ）は、スペイン、バスク自治州アラバ県ビトリア＝ガステイス出身の自転車競技（ロードレース）選手。

## 経歴
1999年
- 国内選手権・ジュニア部門ロードレース優勝。

2004年、エウスカルテル・エウスカディと契約を結んでプロ転向。
2007年
- ティレーノ〜アドリアティコ第7ステージ優勝。

2008年
- ツール・ド・ヴァンデ優勝。

2010年
- ツール・ド・ヴァンデ優勝。

2012年、ガーミン・シャープに移籍。

## タイプ
バスク出身には珍しいスプリンターである（バスクは山間地のためクライマーになる選手が多い）。そのためステージレースの平坦ステージや平坦系のワンデーレースに強く、いくつかの勝利を平坦ステージとワンデーレースで獲得している。バスク出身であるためもあってかスプリンターの中でも比較的登りに強く、場合によっては、山岳コースでもアシストをしたり、多少のアップダウンがあるステージでも上位に入ることがある。